# Sigmobolbina
Sigmobolbina is een geslacht van uitgestorven kreeftachtigen uit de klasse van de Ostracoda (mosselkreeftjes).

## Soorten
- Sigmobolbina agger Schallreuter, 1985 †
- Sigmobolbina allikuensis (Sarv, 1959) Jaanusson, 1966 †
- Sigmobolbina bucera Kanygin, 1971 †
- Sigmobolbina camarota Jaanusson, 1966 †
- Sigmobolbina crescentica Swain, 1962 †
- Sigmobolbina cuneata Abushik & Sarv, 1983 †
- Sigmobolbina cyclopa Schallreuter, 1964 †
- Sigmobolbina decurvata Kanygin, 1971 †
- Sigmobolbina eichbaumi Schallreuter, 1980 †
- Sigmobolbina joehviensis (Sarv, 1959) Schallreuter, 1966 †
- Sigmobolbina kaunensis Sidaravichiene, 1992 †
- Sigmobolbina kolkaensis Gailite, 1975 †
- Sigmobolbina krekenavensis Sidaravichiene, 1992 †
- Sigmobolbina kuckersiana (Bonnema, 1909) Henningsmoen, 1953 †
- Sigmobolbina laevis Sun (Quan-Ying), 1988 †
- Sigmobolbina longocarinata (Nueckaja, 1953) Jaanusson, 1957 †
- Sigmobolbina lusca Schallreuter, 1967 †
- Sigmobolbina lysicae Olempska, 1994 †
- Sigmobolbina nanus Schallreuter, 1984 †
- Sigmobolbina plzenecensis Pribyl, 1979 †
- Sigmobolbina porchowiensis (Neckaja, 1958) Schallreuter, 1966 †
- Sigmobolbina quanta Sarv, 1959 †
- Sigmobolbina remelei Schallreuter, 1967 †
- Sigmobolbina reticulata (Sarv, 1959) Schallreuter, 1982 †
- Sigmobolbina sagitta Schallreuter, 1983 †
- Sigmobolbina sigma (Krause, 1889) Henningsmoen, 1953 †
- Sigmobolbina suvalkensis Sidaravichiene, 1992 †
- Sigmobolbina tropeota Jaanusson, 1966 †
- Sigmobolbina tuberculata Jaanusson, 1966 †
- Sigmobolbina vysocanensis Pribyl, 1979 †
- Sigmobolbina wangjiawanensis Sun (Quan-Ying), 1987 †
- Sigmobolbina wenningstedtensis Schallreuter, 1984 †